# ژلسون مارچینس
ژلسون دنی باتالا مارچینس (پرتغالی: Gelson Dany Batalha Martins؛ زادهٔ ۱۱ مهٔ ۱۹۹۵) بازیکن فوتبال اهل پرتغال است که در پست وینگر برای موناکو در لیگ ۱ بازی می‌کند.